# Брегалница
Брега́лница (Брегальница; макед. Брегалница) — река в восточной части Северной Македонии, левый приток Вардара. Длина — 225 км. Площадь бассейна — 4307 км².
Главные притоки: справа — Злетовска, Кочанска, Оризарска; слева — Крива-Лакавица, Осойница, Зрновска.
Согласно преданию, Кирилл на реке Брегалнице крестил славян.